# Zia Mariù
Zia Mariù (Tante Aurore) è un cortometraggio muto del 1912 diretto da Louis Feuillade e da Georges-André Lacroix.

## Produzione
Il film fu prodotto dalla Société des Etablissements L. Gaumont.

## Distribuzione
Distribuito dalla Société des Etablissements L. Gaumont, uscì nelle sale cinematografiche francesi nel 1912.
Negli Stati Uniti, uscì il 2 aprile 1912 con il titolo inglese Aunt Aurora. Nelle proiezioni, veniva programmato con il sistema dello split reel, accorpato in un'unica bobina con un altro cortometraggio, la comica Calino architecte.